# Nikolai Baskov
Nikolái Victorovich Baskov (en ruso: Николай Викторович Басков; Balashija, Unión Soviética, 15 de octubre de 1976), más conocido en español como Nikolái Baskov, es un tenor ruso que actúa tanto en estilos de música operística como popular. Sus honores incluyen elogios como Artista Meritorio y Artista del Pueblo de la Federación Rusa.
Además de su carrera como vocalista, Baskov es una figura habitual en el programa de juegos ruso What? Where? When?.

## Biografía
Baskov estudió en la Academia Rusa de Música Gnessin y en el Conservatorio de Moscú. En 1998, obtuvo el primer lugar en el Concurso de Jóvenes Cantantes de toda Rusia y el segundo lugar en el concurso Grande Voce de 1999 en España.
Lanzado en 2011, el concierto en CD/DVD Nikolai Baskov: Romantic Journey tuvo lugar en la Sala del Estadio Luzhniki de Moscú.  Baskov estuvo acompañado por una orquesta completa y tocó ante una multitud de casi 10.000 personas. Grabada con 24 cámaras HD, esta es la actuación más elaborada y costosa jamás grabada en Rusia para la televisión internacional. Interpretó piezas clásicas de Tosca, La bohème, Werther, Turandot y otras canciones populares de su catálogo como Be My Love, Granada y Back to Sorrento. A Baskov se une la soprano de renombre mundial Montserrat Caballé, y su hija Martí, para varios duetos.
En diciembre de 2012, firmó una carta abierta contra un proyecto de ley de San Petersburgo que prohibía la «propaganda homosexual», junto con estrellas del pop como Filipp Kirkórov y Dima Bilán.
En marzo de 2022, Baskov apoyó abiertamente la agresión militar y la invasión rusa de Ucrania en ese año. El 7 de marzo, el Fiscal General de Ucrania informó a Baskov de sus sospechas de hacer propaganda de la guerra de Ucrania. El tribunal lo arrestó en rebeldía. El cantante afirmó «treinta años de engaño sin principios a Rusia por parte de Occidente», acusándoles de intentar «destruir a Rusia» y dijo que las afirmaciones de que la OTAN es pacífica son una mentira. Después de estas declaraciones, el Ministerio de Asuntos Exteriores de Letonia anunció el 24 de marzo que a Baskov se le prohibiría entrar en Letonia indefinidamente.
En febrero de 2023, Baskov, junto con otras celebridades rusas, fue sancionado por Canadá al estar involucrado en una «propaganda rusa» y difundir información errónea sobre el conflicto desatado un año atrás. En junio de ese mismo año, participó directamente en la guerra anunciando públicamente que donará 1.000.000 de rublos al soldado ruso que destruya un tanque Leopard en Ucrania.

## Discografía
- Посвящение /Dedication (2000)
- Посвящение на бис /Dedication Encore (2000)
- Шедевры уходящего века / Masterpieces of the Passing Century (2001)
- Мне 25 / I'm 25 (2001)
- Никогда не говори прощай / Never say Goodbye (2004)
- ОтпуЖсти меня / Let me go (2005)
- Лучшие песни / Best Songs (2005)
- Тебе одной / Only for you (2007)
- Romantic Journey (2011)
- Игра / Game (2016)